# Lem Sogn (Randers Kommune)
 For alternative betydninger, se Lem Sogn. (Se også artikler, som begynder med Lem Sogn)
Lem Sogn er et sogn i Randers Nordre Provsti (Århus Stift).
I 1800-tallet var Lem Sogn anneks til Gimming Sogn. Begge sogne hørte til Støvring Herred i Randers Amt. Lem Sogn tilhørte Gimming-Lem Kommune fra 1842 til 1970. Kommunen blev ved kommunalreformen i 1970 indlemmet i Randers Kommune.
I Lem Sogn ligger Lem Kirke.
I sognet findes følgende autoriserede stednavne:
- Brastrupholm (bebyggelse, ejerlav)
- Lem (bebyggelse, ejerlav)